# Adolf Eichmann
Otto Adolf Eichmann (Solingen, 1906. március 19. – Ramla, Izrael, 1962. május 31.) német SS-Obersturmbannführer (alezredes), a Nemzetiszocialista Német Munkáspárt vezető tagja. A zsidódeportálások egyik fő szervezője, gyakran nevezik a Harmadik Birodalom fő hóhérjának. Argentínai bujkálása alatt izraeli ügynökök elrabolták és Izraelben bíróság elé állították: bűnösnek találták és 1962-ben kivégezték.

## Élete
Ifjúkorát Linzben töltötte (csakúgy, mint Hitler). Villamosmérnöknek tanult, azonban tanulmányait pénzügyi okok miatt nem tudta befejezni. 1932-ben, Bécsben belépett a nemzetiszocialista pártba. Politikai tevékenysége miatt el kellett hagynia Ausztriát. Németországba ment, ahol csatlakozott az SA-hoz. Himmler a Zsidóügyi Tudományos Múzeum élére nevezte ki.  
1935-től a berlini SD-központban Eichmann a zsidóügyek felelőse. 1937-ben Palesztinában tanulmányozta a zsidó kivándorlás lehetőségeit. 1938-tól a bécsi Zsidó Kivándorlás Központi Hivatalát vezette. 1939 végétől az RSHA (Birodalmi Biztonsági Főhivatal) IV-B-4 (zsidóügyi) ügyosztályának volt a vezetője. Részt vett a wannseei konferencián 1942 januárjában. Az európai zsidók deportálását Eichmann és munkatársai szervezték és irányították. Személyesen leghosszabb ideig Magyarországon tevékenykedett a német megszállás után. 
A világháború után Argentínába szökött vatikáni útlevéllel. Itt a Moszad ügynökei elrabolták, 1960-ban. Elkábítva Izraelbe csempészték, a következő évben zsidó bíróság elé állították, halálra ítélték és 1962-ben felakasztották. Hamvait a Földközi-tengerbe szórták.

## Eichmann Magyarországon
Eichmann helyettese, Hermann Krumey és másik közvetlen munkatársa, Dieter Wisliceny a német hadsereggel együtt érkeztek Magyarországra 1944. március 19-én. Eichmann néhány nappal később érkezett az országba. Innen kívánta megszervezni a több százezer magyar zsidó deportálását. Sonderkommandója körülbelül 200-300 emberből állt. A deportálások lebonyolításához azonban ez nem lett volna elég: a csendőrség és a vidéki államapparátus együttműködésére is szükségük volt. 
A (vidéki) zsidóság tömeges deportálását május 15-én indították el. Veesenmayer szerint július 11-ig 437 402 zsidót deportáltak Magyarországról. Eichmann ezután visszatért Németországba. Október 17-én Veesenmayer jelentette Szálasinak, hogy Eichmann visszatért, és 50 000 munkaképes (zsidó) férfi kiállítását követeli. Az első halálmenetek november 6-án indultak el a nyugati határ felé. A magyar zsidó holokauszt áldozatainak számát összesen körülbelül 400 000 főre becsülik.

## Pere és kivégzése
Eichmann a háború után 4 évig Németországban favágóként bujdosott, majd sikerült Argentínába jutnia. Később felesége és gyermekei is követték. Buenos Aires mellett, Suarezben telepedtek le. 1960-ban három izraeli ügynök elrabolta és 1960. május 22-én különgéppel Izraelbe szállították. Jeruzsálemben állították bíróság elé, a vádat Gideon Hausner, Izrael állam főügyésze képviselte. Az eljárás során beismerte bűnösségét. 1961. december 15-én kötél általi halálra ítélték, az ítéletet 1962. május 31-én hajtották végre. Hamvait a Földközi-tengerbe szórták.

## Műve magyarul
- Tárgyalástól ítéletig. Feljegyzések a börtönből; ford. Németh Balázs, Wittmann László; Trifer, Bp., 2000